# Nueil-les-Aubiers
Nueil-les-Aubiers è un comune francese di 5 543 abitanti situato nel dipartimento delle Deux-Sèvres nella regione della Nuova Aquitania.
Il comune è stato formato nel 2001 dalla fusione di Nueil-sur-Argent e Aubiers.

## Società

### Evoluzione demografica
Abitanti censiti

## Amministrazione

### Gemellaggi
- Montcy-Notre-Dame, Francia, dal 1982
- Attleborough, Regno Unito, dal 1996
- Léba, Burkina Faso, dal 2006